# 愛知電気鉄道デカ350形電車

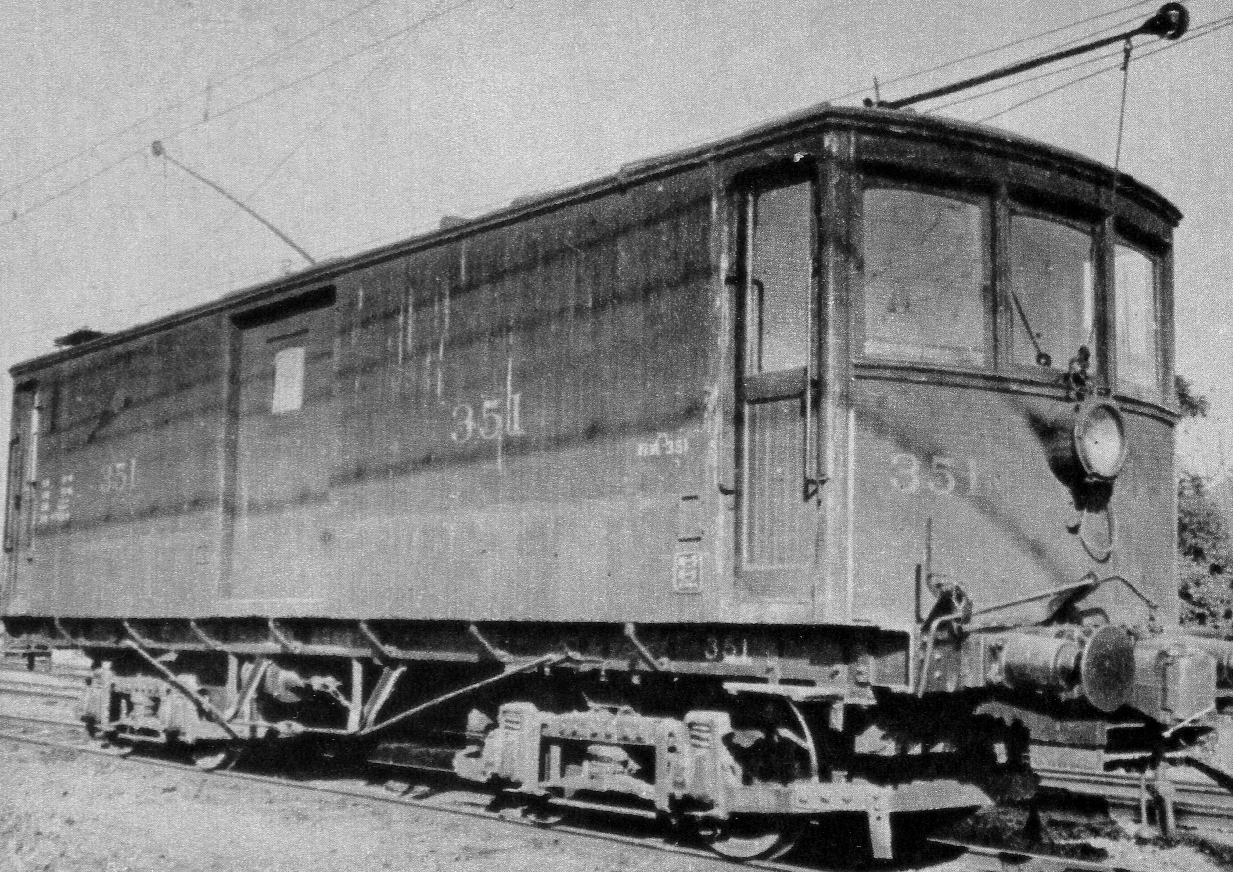
デカ350形351

愛知電気鉄道デカ350形電車（あいちでんきてつどうデカ350がたでんしゃ）は、愛知電気鉄道が運用していた電動貨車。1両（351）のみ存在した。後年愛知電気鉄道が名古屋鉄道（名鉄）へ吸収合併されたことに伴い、デワ350形と改称された。

## 概要
愛知電気鉄道は、旅客量の増加に対しては従来の小型で4輪単車構造の電1形・電2形・附1形より一回り大型（13ｍ級）の2軸ボギー台車構造の電3形を1921年（大正10年）導入して対応した。一方、貨物・荷物輸送は開業時より電車に貨車を牽引させて対応していたが、今後も増加する貨物・荷物輸送への対応策として電1形のモーターや電気機器を再利用した電動貨車を製造することとなり、1921年に野上製作所で製造しされたのが本形式である。
車体は木製であり、正面は3枚窓。車体中央に荷物用扉が設置されていた。荷物の運搬の他、貨車の牽引も行っていた。
1935年（昭和10年）8月に愛電と名岐鉄道の合併によって現・名古屋鉄道（名鉄）が発足すると、デカ350形は名鉄へ継承され、デワ350形に改称されたが、1940年（昭和15年）に廃車された。
廃車後、台車（ブリル 76E-1）はデキ362に、台枠はサ2170形の新製に利用された。

## その他
愛知電気鉄道の電動貨車はデカ350形の1形式1両であるが、その後に導入されて電気機関車はデキ360形、デキ370形と連番となっている。